# ペーター・メルカー

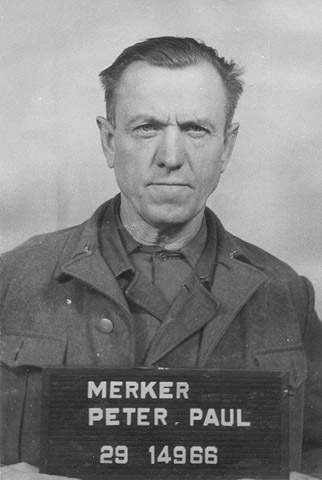
1947年4月

ペーター・パウル・メルカー（Peter Paul Merker, 1890年 - 没年不明）は、ドイツの軍人。ナチス・ドイツの時代、親衛隊（SS）の隊員としてブーヘンヴァルト強制収容所付属収容所グストロフ・ヴェルケ（Gustloff-Werke）で所長を務め、敗戦後に戦犯として裁かれた。最終階級は親衛隊曹長。
メルカーは1939年9月からブーヘンヴァルト強制収容所に配属された。当初は看守として勤務し、ブロック長（Blockführer）を経て1943年10月から1945年2月27日まで付属収容所グストロフ・ヴェルケの所長に就任した。グストロフ・ヴェルケはヴァイマルにあり、兵器製造を行っていた。
敗戦後、ダッハウ裁判におけるブーヘンヴァルト主要裁判にて戦犯として起訴された。1947年8月14日、収容者に対する虐待を実行あるいは指示したとして、メルカーのブーヘンヴァルト強制収容所の業務への参加および援護が認められ、これに対し絞首刑が宣告された。しかし、後に懲役20年へと減刑され、1950年代末までにはランツベルク戦犯収容所から釈放された。以後の消息は不明。